# Poh Bogo
Poh Bogo is een bestuurslaag in het regentschap Bojonegoro van de provincie Oost-Java, Indonesië. Poh Bogo telt 1346 inwoners (volkstelling 2010).